# Dirhinus cyprius
Dirhinus cyprius är en stekelart som beskrevs av Masi 1939. Dirhinus cyprius ingår i släktet Dirhinus och familjen bredlårsteklar.
Artens utbredningsområde är:
- Albanien.
- Cypern.
- Israel.

Inga underarter finns listade i Catalogue of Life.